# Las Fuentes (distrito)
Las Fuentes es un distrito de Zaragoza (España). Limita con los distritos de Casco Antiguo, Torrero - La Paz y San José y con los municipios de Pastriz, El Burgo de Ebro, Fuentes de Ebro y Mediana de Aragón. Además del barrio de Las Fuentes incluye otros como Montemolín (también llamado Bajo Aragón) o el entorno del Pabellón Príncipe Felipe. Llega a extenderse hasta el barrio de La Cartuja. Sus fronteras quedan delimitadas por los ríos Ebro, Huerva, la calle Miguel Servet y la circunvalación ferroviaria.
Está regido por una Junta Municipal.

## Historia

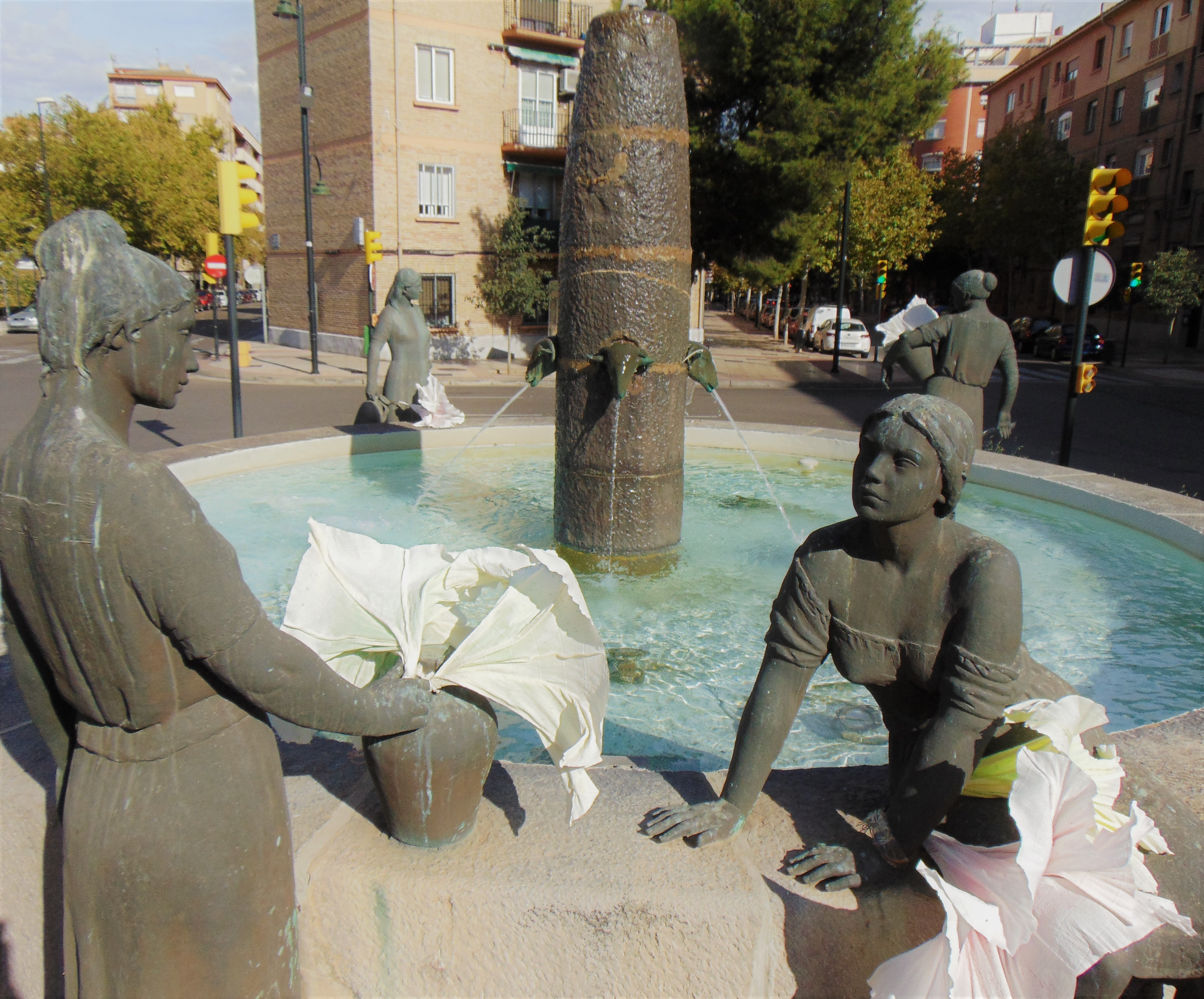
Fuente de las aguadoras en la avenida Compromiso de Caspe

El nombre del barrio proviene de los muchos manantiales y lagunas que se formaban en esta zona debido a las crecidas de los ríos Ebro y Huerva.
En 1885 se construyó el Matadero Municipal y se crearon las primeras casas alrededor de él y posteriormente se inauguró la Estación de Ferrocarril de Utrillas (actualmente reconvertida en centro comercial). 
En 1950 comienzan a asentarse los primeros núcleos consolidados alrededor de las calles Hogar Obrero y Rusiñol. Posteriormente, en los años sesenta y setenta, el barrio creció debido a la llegada de numerosos emigrantes del Bajo Aragón, lo que le valió el sobrenombre al barrio de Montemolín. El barrio se benefició de los intereses urbanísticos de Manuel Escoriaza y Fabro, que además de ser propietario de solares en la zona, era dueño de los tranvías de Zaragoza, lo que le llevó a apoyar líneas hacia el distrito. Esta historia de barrio obrero ha definido tradicionalmente su carácter y su voto suele ser mayoritariamente para candidatos de izquierdas.

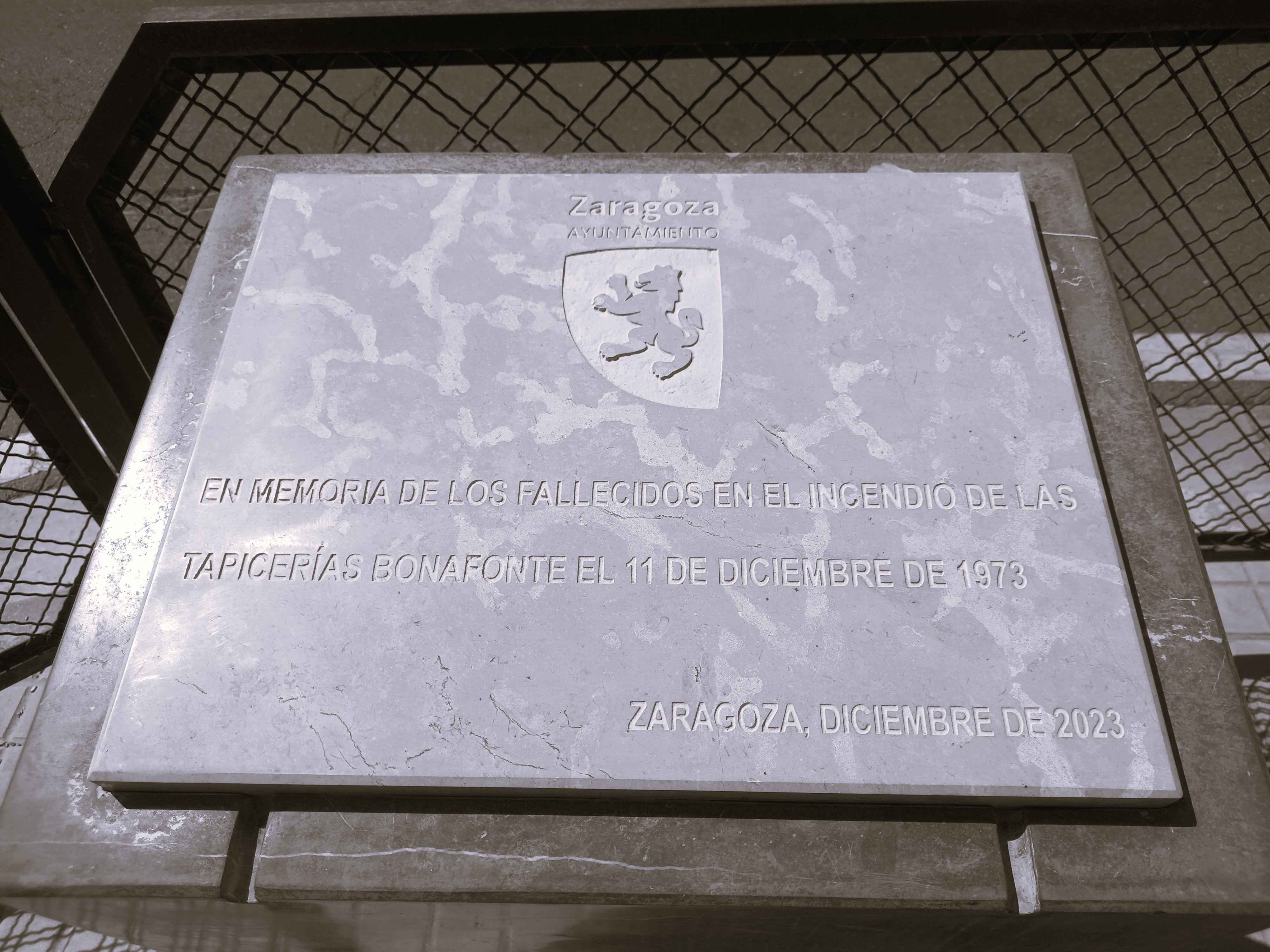

El 11 de diciembre de 1973, en los bajos de los números 41, 43 y 45 de la calle Rodrigo Rebolledo en la que se hallaba una industria de tapicería de los Hermanos Bonafonte, fallecieron 23 personas en un incendio. La tragedia, atribuida a fallos en el transformador, provocó un intenso movimiento vecinal que se tradujo en una manifestación de protesta por las condiciones de seguridad en las pequeñas industrias, tratándose de la primera manifestación autorizada en la Zaragoza predemocrática.
Más recientemente se produce la urbanización del entorno del Parque de Torre Ramona y el entorno del Pabellón Príncipe Felipe, todavía incompleto.

## Servicios e infraestructuras

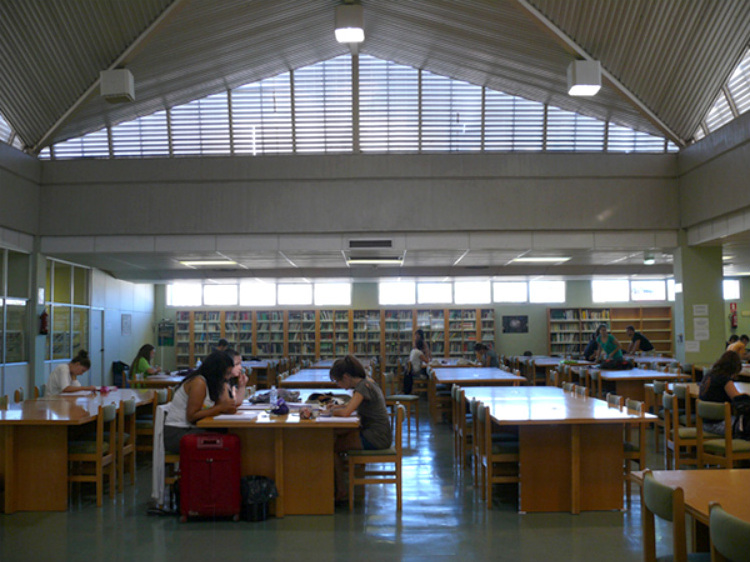
Biblioteca de la Facultad de Veterinaria.

La calle Compromiso de Caspe es la principal calle del distrito. Es de destacar también la calle Miguel Servet. Ambas nacen en la confluencia del camino de las Torres con el paseo de la Constitución, siendo sus principales vías hacia el centro de la ciudad. La plaza de Utrillas, antigua estación ferroviaria actualmente reconvertida en centro comercial, es uno de los principales focos de comercio y centralidad en el distrito.
También destaca el Puente de la Unión (conocido popularmente como Puente de Las Fuentes) que permite la comunicación con la Margen Izquierda. Desde el distrito también se puede cruzar el Ebro a través de la Pasarela del Azud, construida durante la Expo 2008 y del Puente Manuel Giménez Abad, de la Z-30. Paralelo a este último está el Puente del ferrocarril La Z-40 también atraviesa el distrito, separando el barrio de La Cartuja del resto y cruzando el Ebro en un puente propio. En La Cartuja también se construyó durante la Expo la Pasarela del Bicentenario.
La zona verde más importante del distrito es el Parque Torre Ramona que está junto al colegio homónimo. También hay extensiones ajardinadas en las riberas de los ríos Ebro (introducidos por el plan de Riberas acompañando a la Expo 2008) y Huerva (Parque lineal del Huerva, Parque Bruil).
Tiene el Stadium Las Fuentes y el Centro Deportivo Municipal Alberto Maestro.
En septiembre de 2018 abrió sus puertas la primera peña en España de la Juventus de Turín: Juventus Club España y el 19 de febrero del año siguiente fue inaugurada por el exjugador bianconero, Moreno Torricelli.
De la oferta educativa cabe destacar especialmente que es en este distrito donde se encuentra la Facultad de Veterinaria de Zaragoza.
En cuanto al transporte las principales líneas AUZSA son la 22, 24 y 30, que lo conectan al centro y a los Distritos Universidad y Delicias, el 44 que es el que enlaza con la Margen Izquierda de forma similar a las líneas circulares y las líneas 51, 52 y 25, que atraviesan la ciudad hacia el centro para luego marchar a la Estación Intermodal Zaragoza-Delicias. La 25 es la única línea que comunica La Cartuja.

### Matadero Municipal
Este edificio múltiple de 25.000 metros cuadrados, que atrajo a los primeros vecinos del barrio, se fue convirtiendo en la década de los 90 en el espacio que define la personalidad participativa de los vecinos de Las Fuentes.
Empezaron las obras sen 1880 bajo la dirección del arquitecto municipal Ricardo Magdalena, en el número 57 de lo que a fecha de hoy es la Avenida Miguel Servet. Una ubicación en esa época considerada idónea, ya que estaba cerca de la ciudad, pero a la vez aislada por las fronteras naturales que suponían los ríos Ebro y Huerva, que a su vez facilitaban los desagües. A su alrededor se formaron los primeros núcleos de población.
Su inauguración en 1885, coincidió con la II Exposición Aragonesa de Productos de la Agricultura, de la Industria y de las Artes, organizada por la Sociedad Económica de Amigos del País.
El Matadero, construido principalmente de ladrillo rojo y de estilo modernista funcional, consta de tres naves, donde se realizaba el sacrificio y el oreo de reses, y un patio central para la distribución de los productos. Cada pabellón poseía sus lavaderos para los despojos. En el centro del patio estaba la fuente del Buen Pastor, de Dionisio Lasuén Archivado el 22 de octubre de 2021 en Wayback Machine., hoy colocada de nuevo en ese lugar, tras haber sido colocada en paseo de la Constitución de la capital maña.
Tras caer en dususo durante años, esta inmensa superficie urbana fue en gran parte utilizada como taller de escultura de la Asociación Pablo Gargallo. A fecha de 2020, recibe el nombre de Centro Cultural Salvador Allende.
La nave de la derecha está totalmente rehabilitada por el arquitecto Ricardo Usón. Desde el mes de febrero del año 1991 alberga la Biblioteca Pública Ricardo Magdalena. La nave izquierda alberga el Centro de Tiempo Libre Cantalobos, para niños de 6 a 14 años.
Entrando por la calle Florencio Ballesteros está la escuela infantil La Piraña y un poco más avanzada la calle se entra al Centro de la Tercera Edad y la Casa de la Juventud, abierta en noviembre de 1990. Dos años después, en junio de 1992 publicaron el primer número de la revista Contra Corriente.

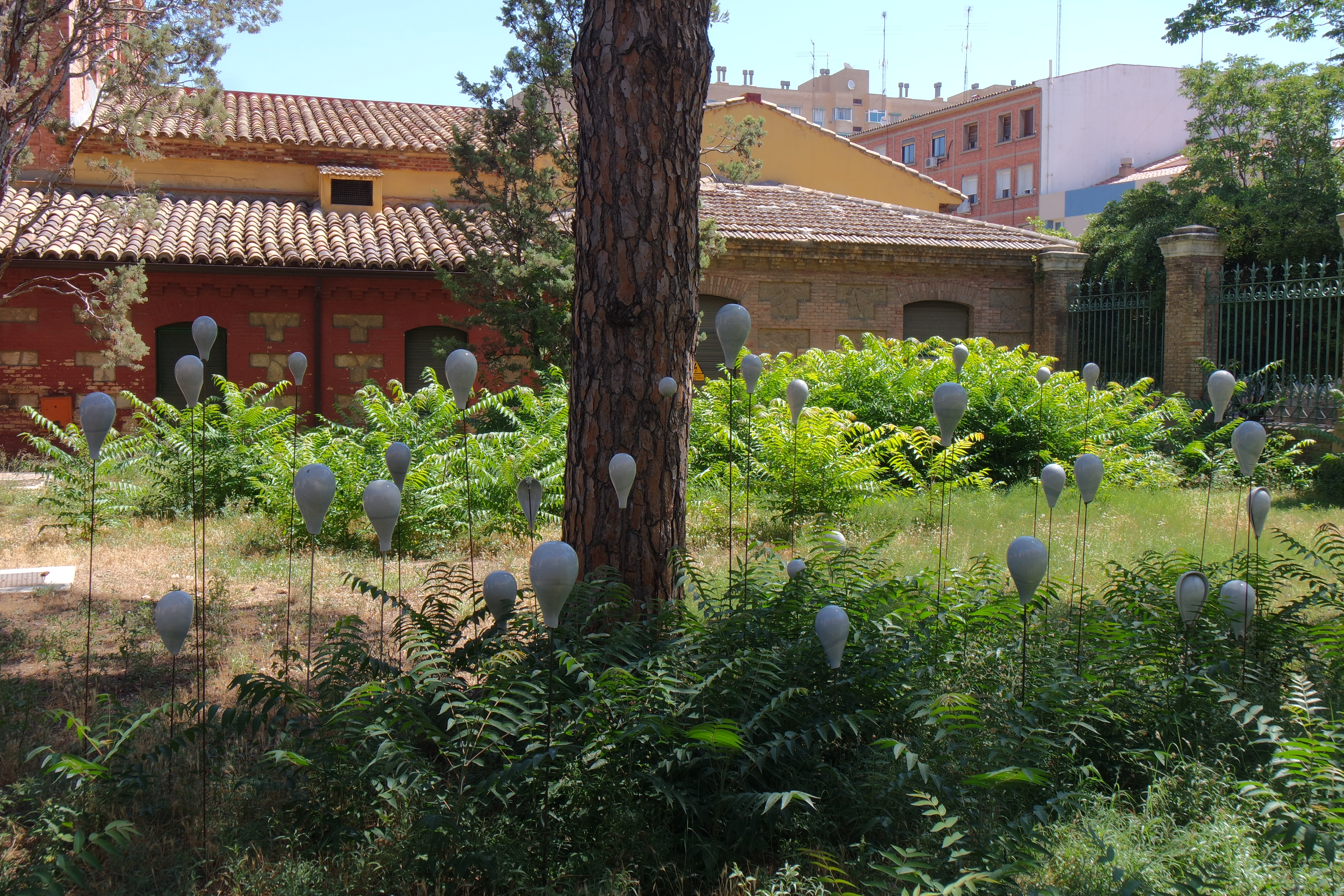
Agua Pasada de Anastacia Jouk.

## Galería
|                          |
| Facultad de Veterinaria. |

|                                            |
| Obra de Maiky Maik (Festival Asalto 2019). |

|                                                                      |
| Vista desde el puente de La Unión del Azud y el puente Giménez Abad. |

|                            |
| Azud Manuel Lorenzo Pardo. |

|                             |
| Puente Manuel Giménez Abad. |

|  |
|  |

|                         |
| Cerca de las estrellas. |

|                       |
| Palacio de Larrinaga. |

|                   |
| Finca Torre Luna. |

|                   |
| ¡Y aún no se van! |

|           |
| Casiopea. |

|                                       |
| Water under the Bridge (vandalizado). |

|               |
| Mujer Águila. |

|                                 |
| La Maternidad de Jacinto Ramos. |

|                              |
| Oreja parlante de Eva Lootz. |

|  |
|  |

|                              |
| Homenaje a la Biodiversidad. |

|                                    |
| Antiguo molino en el parque Bruil. |

|                                     |
| Campo de fútbol en el parque Bruil. |

|                      |
| CDM Alberto Maestro. |

|  |
|  |

|  |
|  |

|  |
|  |

|                    |
| CEIP Torre Ramona. |

|                                                 |
| Mural de Dimitris Taxis (Festival Asalto 2019). |

|                                       |
| Obra de Spogo (Festival Asalto 2019). |

|                                               |
| Obra de Isabel Garmon (Festival Asalto 2019). |

|                                               |
| Obra de Isabel Garmon (Festival Asalto 2019). |

|                    |
| Mural de barokone. |

|                       |
| El paso del tiempo... |